# (541069) 2018 NY3
(541069) 2018 NY3 es un asteroide perteneciente al cinturón exterior de asteroides descubierto el 2 de enero de 2009 por el equipo del Spacewatch desde el Observatorio Nacional de Kitt Peak, Arizona, Estados Unidos.

## Designación y nombre
Designado provisionalmente como 2018 NY3.

## Características orbitales
2018 NY3 está situado a una distancia media del Sol de 3,230 ua, pudiendo alejarse hasta 3,718 ua y acercarse hasta 2,742 ua. Su excentricidad es 0,151 y la inclinación orbital 26,90 grados. Emplea 2121,09 días en completar una órbita alrededor del Sol.

## Características físicas
La magnitud absoluta de 2018 NY3 es 15,4. Tiene 5,696 km de diámetro y su albedo se estima en 0,095. 